# Charles Mantoux
Pour les articles homonymes, voir Mantoux.
Charles Mantoux (né le 14 mai 1877 à Paris et mort le 3 mai 1947 au Cannet) est un médecin français, le développeur du test de dépistage sérologique de la tuberculose, test auquel il a donné son nom.

## Biographie
Charles Mantoux est né le 14 mai 1877 à Paris. Il est le fils d'Edmond Mantoux (né le 7 août 1834 à Nancy et mort en 1912) et de Denise Rebecca Dreyfous (née le 8 octobre 1841, dans le 3e arrondissement de Paris).

### Études
Il fit ses études à Paris et reçut l'enseignement de Pierre Broca. Pour des raisons de santé, il partit pour Cannes mais continua à travailler pendant les longues périodes de vacation accordées aux patients dans les sanatoriums.

### Test Mantoux
En 1908, il présente sa première étude sur les injections intradermales devant l'Académie des Sciences et publie ce travail en 1910, et les années suivantes le test intradermal remplace le test sous cutané (test Pirquet).
Ceci, et d'autres contributions au domaine de la santé Publique et de la radiologie, furent réalisées à l'écart des grandes universités et institutions.